# Todirostrum poliocephalum
El titirijí cabecigrís (Todirostrum poliocephalum), también denominado titirijí de cabeza gris, es una especie de ave paseriforme de la familia Tyrannidae perteneciente al género Todirostrum. Es endémico de Brasil.

## Distribución y hábitat
Se distribuye por el sureste de Brasil, desde el sureste de Bahía y Minas Gerais hacia el sur hasta Santa Catarina.
Esta especie es considerada bastante común en sus hábitat naturales. Ocurre en la Mata Atlántica tanto costera como de faldeos y de altitud, y en matas mesófilas. Hasta los 1350 m s. n. m. Aproximadamente 80% de su zona se encuentra dentro de la Mata Atlántica, pero se extiende también en valles de ríos en zonas de cerrado en el oeste de São Paulo y centro de  Minas Gerais.

## Descripción

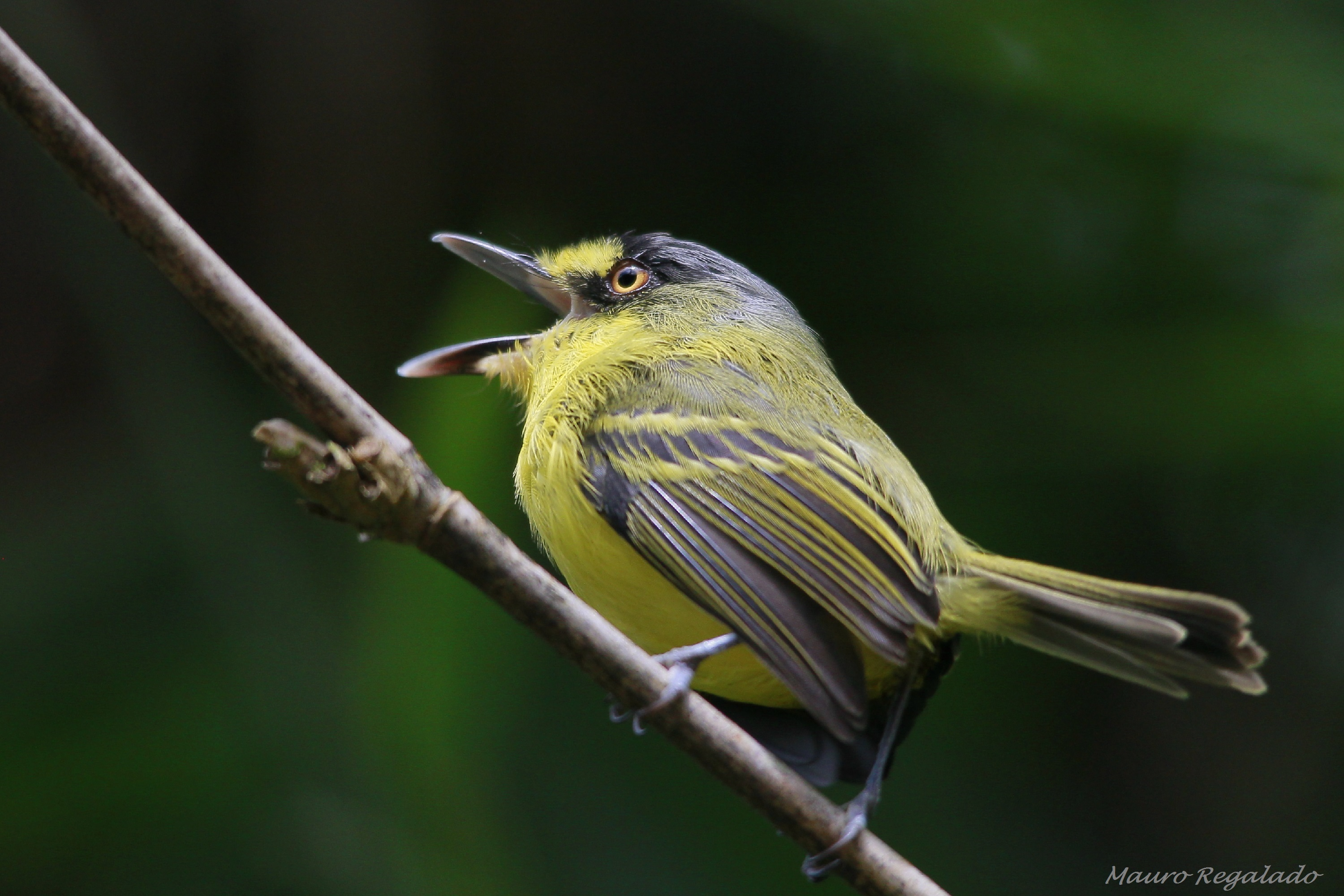
Todirostrum poliocephalum

Ave muy pequeña, mide 9 a 10 cm de longitud. El iris es amarillo-anaranjado. Pico en forma de espátula, como todos los de su género. Recuerda mucho al más ampliamente distribuido titirijí común (Todirostrum cinereum); exhibe uma mancha amarilla muy característica en el lorum, es más oliváceo (no solamente gris) en el dorso y la cola es oliva sin bordes blancos. Por abajo es amarillo. Cabeza y corona gris azulado oscuro.

## Comportamiento
Es muy parecido al titirijí común, con quien ocurre localmente en Brasil, pero tiende a ser más florestal. Es básicamente un ave arborícola, que a veces desciende bastante; es animado, levanta y agita la cola, algunas veces levantándose bastante sobre sus piernas. Anda en pares y generalmente no se junta a bandadas mixtas.

### Alimentación
Se alimenta de pequeños frutos e insectos que captura en el aire.

### Reproducción
Construye su nido pendular, un tranzado de 30 cm, colgado de la punta de las ramas.

### Vocalización
Su canto es un corto y agudo «chiip, chip-chip».

## Sistemática

### Descripción original
La especie T. poliocephalum fue descrita por primera vez por el naturalista alemán Maximilian zu Wied-Neuwied en 1831 bajo el nombre científico Todus poliocephalus; la localidad tipo es «Río de Janeiro, Brasil».

### Etimología
El nombre genérico neutro «Todirostrum» es una combinación del género Todus y de la palabra del latín «rostrum» que significa ‘pico’; y el nombre de la especie «poliocephalum» se compone de las palabras del griego «polios»  que significa ‘gris’, y «kephalos» que significa ‘de cabeza’.

### Taxonomía
Es monotípica.